# Кукляшев, Салихьян Бикташевич
Салихьян Бикташевич Кукляшев (тат. Салихҗан  Бикташ улы Күкләшев, баш. Сәлихйән Бикташ улы Күкләшев; 1811—1863, 1864 или 1878) — языковед, педагог-просветитель, учёный-фольклорист.

## Биография
Кукляшев Салихьян Бикташевич родился 1 марта 1811 года в городе Оренбурге в семье надворного советника Бикташа Кукляшева. Представитель татарского дворянского рода Бикташевых (Биктяшевых). По другой версии является представителем башкирского дворянского рода.
В 1831 году окончил Неплюевское военное училище в Оренбурге. После окончания училища Салихьян Бикташевич служил толмачем (переводчиком) при Оренбургской пограничной комиссии.
С 1831 года мусульмане Оренбургского края получили право обучаться на врачебном факультете Казанского университета. Салихьян Бикташевич в 1832 году, как выпускник кадетского корпуса, был отправлен в Казань для поступления в Казанский университет. С 1834 года, поддержанный Н. И. Лобачевским, после тяжелой болезни, он перешел учиться на восточный разряд словесного факультета университета. В 1836 году стал вторым татарином, окончившим университет. Получив звание кандидата, был направлен в Оренбургское Неплюевское военное училище педагогом арабского и персидского языков.
3 мая 1849 г. директор Оренбургского Неплюевского кадетского корпуса полковник Шилов в докладной записке генерал-адъютанту Я. И. Ростовцеву выступил с ходатайством о присвоении С. Б. Кукляшеву права старшего учителя корпуса. Рассмотрение этого ходатайства привело к закреплению в законодательстве Российской империи положения о статусе учителей восточных языков как старших учителей военно-учебных заведений.
В 1850—1859 гг. работал воспитателем в школе при Оренбургской пограничной комиссии. После вернулся на работу в Оренбургский Неплюевский кадетский корпус учителем персидского языка.
В 1859 году в чине коллежского советника Салихьян Бикташевич ушел на пенсию.
Салихьян Кукляшев скончался в Оренбурге в 1864 году.

## Научная деятельность
Кукляшев Салихьян Бикташевич был знатоком языков. Знал фарси, арабский, латинский, немецкий, французский языки. Работая учителем, приобщал людей к памятникам мировой литературы, занимался сбором татарского и башкирского фольклора, изучал литературу Урало-Поволжского района России.
Научные материалы, собранные С. Б. Кукляшевым в книгах «Татарская хрестоматия» и «Словарь к татарской хрестоматии», были изданы в 1859 году.
В сборнике «Диван хикейете татар» («Татарская хрестоматия»), изданном в Казани в 1859 году, Кукляшев Салихьян Бикташевич выделил в тюрки Урало-Поволжья несколько стилей — простой, канцелярский (деловой) и научный. В предисловии данной книги автор пишет: «Все языки, коими говорят и пишут турецкие и татарские племена, известны под общим названием „тюркийского, тюрки-тили“». Все тюркские языки он разделил на чагатайскую, турецкую и татарскую группы. К татарской группе от относил татарское, башкирское, киргизское, ногайское, кумыкское, карачаевское, каракалпакское и мишарское «наречия».
Как приложение, в Татарскую хрестоматию вошли словари арабских, персидских, турецких, казахских, татарских и башкирских слов (4000 слов).

### Труды
- Словарь къ татарской хрестоматии. Казань, 1859. 106 с.
- Сборник татарских рассказов. Сост. С. Кукляшев, 1859.

## Награды и звания
Коллежский секретарь (1836)
Старший учитель 3-го рода (1848)